# Saison 7 de 24 Heures chrono
Chronologie
Redemption Saison 8
La saison 7 de la série télévisée 24 heures Chrono. La saison débute à 8 heures du matin et s'achève à la même heure le lendemain. Cette saison se déroulant 4 ans après la saison 6, l'action se déroulerait donc en mai 2013, bien que l'épisode ne soit pas daté.
La diffusion devait commencer le mardi 13 janvier 2008 mais a été retardée finalement d'un an pour sortir le dimanche 11 janvier 2009. En effet, à la suite de la grève des scénaristes qui dura plus de 3 mois à Hollywood, de nombreuses séries ont été perturbées (24 fait partie des séries les plus touchées avec Lost, Desperate Housewives et Grey's Anatomy).
Le 23 novembre 2008, la Fox a diffusé un téléfilm de 90 minutes intitulé 24 : Redemption pour combler l'attente de cette 7e saison. Ce téléfilm fait le lien entre la fin des événements de la saison 6 et le début de la saison 7.

## Synopsis
Alors qu'il doit répondre devant le Sénat des crimes commis par la Cellule anti-terroriste récemment dissoute, Jack Bauer voit son audition interrompue par le FBI, qui le recrute pour faire face à une nouvelle menace. En effet, son ancien ami et collègue Tony Almeida, qu'il croyait mort depuis près de 6 ans, a pris la tête d'un groupe terroriste qui commet des vols de haute technologie à Washington avant de s'en prendre aux infrastructures critiques du pays en commençant par le contrôle aérien; et Jack est le seul en mesure de l'arrêter.

## Distribution[3]

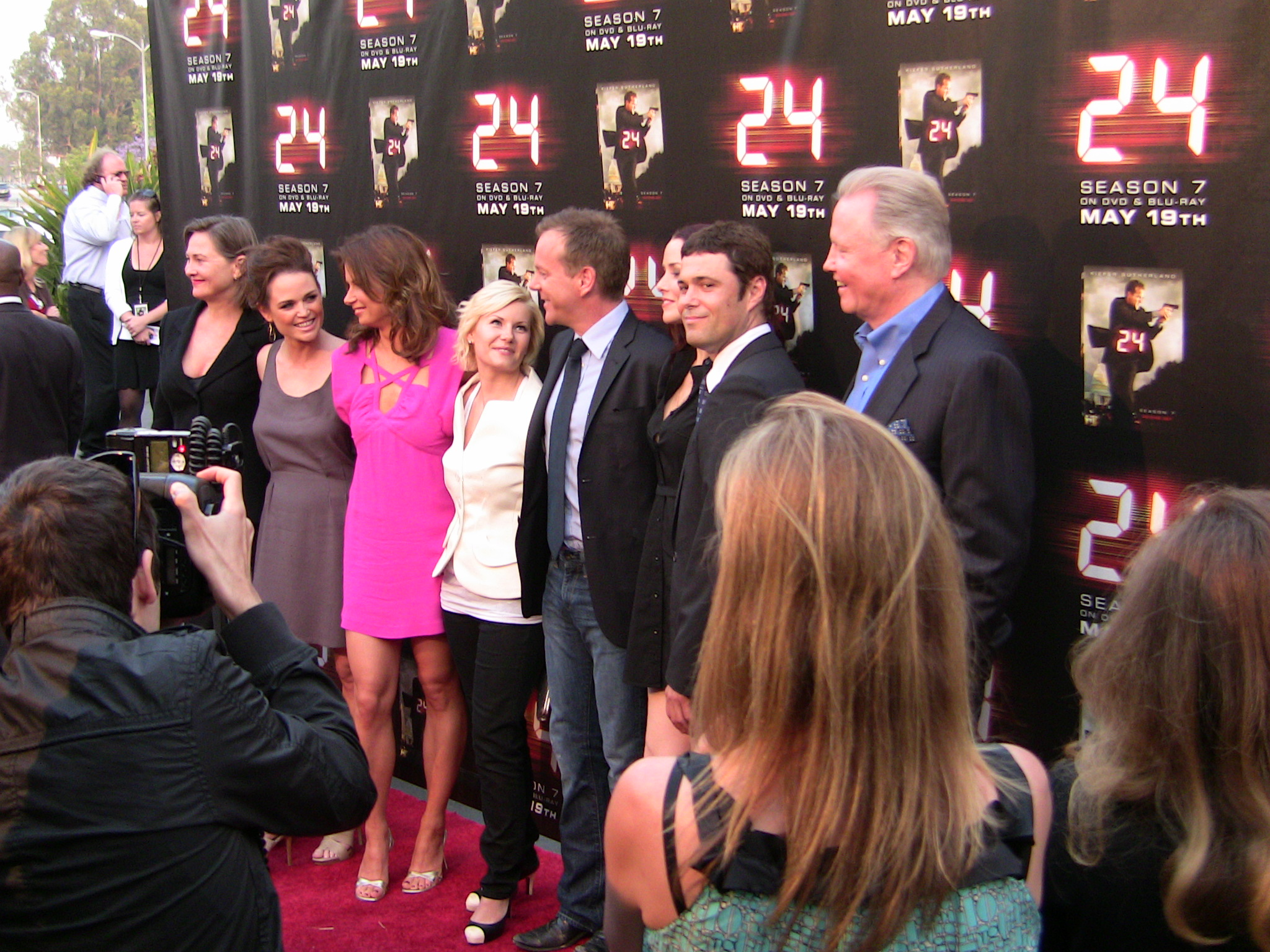
En mai 2009, à l'occasion de la diffusion du dernier épisode de la saison, au Wadsworth Theatre, Los Angeles.

- Kiefer Sutherland (VF : Patrick Béthune) : Jack Bauer (24/24)
- Carlos Bernard (VF : Bertrand Liebert) : Tony Almeida (20/24)
- Annie Wersching (VF : Laurence Dourlens) : Agent Spécial Renee Walker du FBI (24/24)
- Cherry Jones : Présidente Allison Taylor (23/24)
- Janeane Garofalo (VF : Valérie Nosrée) : Analyste Janis Gold du FBI (21/24)
- Jeffrey Nordling : Agent Spécial en Charge Larry Moss du FBI (19/24)
- Bob Gunton : Ethan Kanin, Chef de cabinet de la Maison-Blanche (18/24)
- Mary Lynn Rajskub : Chloe O'Brian, ex-Analyste de la Cellule Anti-Terroriste (13/24)
- James Morrison (VF : Hervé Jolly) : Bill Buchanan, ex-directeur de la Cellule Anti-Terroriste (10/24)
- Colm Feore : Premier Gentilhomme Henry Taylor (12/24)
- Rhys Coiro : Analyste Sean Hillinger du FBI
- Frank John Hughes (VF : Thierry Wermuth) : Tim Woods, Secrétaire à la Sécurité Intérieure
- Mark Derwin : Joe Stevens, Secrétaire d'État
- Sprague Grayden : Olivia Taylor, fille de la Présidente Alisson Taylor et de Henri Taylor
- Jon Voight (VF : Bernard Tiphaine) : Jonas Hodges, PDG de la société militaire privée Starkwood
- Hakeem Kae-Kazim : Colonel Iké Dubaku, commandant en second de "l'Armée de la Liberté de la Nation" et bras droit du Général Juma
- Rory Cochrane : Greg Seaton, bras droit de Hodges
- Warren Kole : Agent Brian Gedge du Secret Service
- Elisha Cuthbert : Kim Bauer
- Peter Wingfield : David Emerson, patron de Tony Almeida
- Will Patton : Alan Wilson, chef de la cabale à l'attaque biologique et tête de la conspiration lors de la saison 5
- Kurtwood Smith : Sénateur Blaine Mayer, président de la commission d'enquête sur la Cellule Anti-Terroriste
- Isaac de Bankolé : Ule Motobo, Premier Ministre du Sangala
- Cameron Daddo : Vice-Président Mitchell Hayworth
- Ryan Cutrona : Amiral John Smith, Chef des Opérations navales
- Carlo Rota : Morris O'Brian, ex-agent de la Cellule Anti-Terroriste
- Carly Pope : Samantha Roth, petite amie de Roger Taylor, décédé[4]
- Mark Kiely : Agent Edward Vossler du Secret Service[5]
- Tony Todd (VF : Benoît Allemane): Général Benjamin Juma, commandant de "l'Armée de la Liberté de la Nation"
- John Billingsley : Michael Latham, responsable de la sécurité informatique des infrastructures nationales critiques
- Ever Carradine : Analyste Erika du FBI[6]
- Nick Chinlund : Masters, un mercenaire d'Almeida
- Rocky McMurray : Général Vincent, Commandant du Corps des Marines
- Tommy Flanagan : Gabriel Schecter, contrebandier et trafiquant d'armes
- Roy Vongtama (en) : Commandant de bord Sato, pilote du vol Sunrise 153
- Acteur non nommé : Alama Motobo, épouse du Premier Ministre Motobo[7]
- Christina Chang : Dr Sunny Macer (5/24)

## Scénario
La saison 7 se déroule quatre ans après les événements du Jour 6 à Washington DC et commence à 8 heures du matin, heure de la côte Est. La précédente saison à avoir commencé à 8 heures est la saison 2.
Révélée à la TV Squad, l'une des storylines du début de la saison est la mort de Roger, le fils de la présidente Allison Taylor. Sa mort s'apparenterait à un suicide mais son père Henry découvrira que c'est un meurtre et fera tout pour le prouver.
La journée débute sur Jack Bauer, jugé pour ses actions criminelles des journées précédentes par une commission sénatoriale dirigée par le sénateur Mayer, notamment concernant le meurtre d'un terroriste du nom d'Ibrahim Haddad dans un bus. Le procès de Jack est une partie du procès des acteurs de la cellule anti-terroriste, qui a été démantelée quelques mois plus tôt, et dont les membres ont à répondre de leurs actes, dont Jack Bauer. L'agent du FBI Renee Walker vient interrompre le procès de Jack Bauer pour demander son aide dans l'attaque terroriste que subit les États-Unis. Ce complot est dirigé par le colonel Ike Dubaku, aidé de Tony Almeida, et consiste à prendre le contrôle des infrastructures informatisées, comme le contrôle aérien, et les infrastructures chimiques pour provoquer des catastrophes.
Bill Buchanan apparaît à partir de l'épisode 3 en se faisant contacter par Jack par l'intermédiaire de Tony. Mais il meurt dans l'épisode 13 en se sacrifiant pour sauver la présidente.
Dans la deuxième partie de la saison, les États-Unis subissent une attaque biologique orchestrée par la société militaire Starkwood dirigé par Jonas Hodges.
Tony Almeida fait son retour. Annoncé mort après s'être fait planter une seringue de produit toxique par Christopher Henderson dans l'épisode de la saison 5 [07.00 PM- 08.00PM], il fait son retour en tant que terroriste, qui est peut-être infiltré. On découvrira plus tard dans la saison les réelles motivations de Tony.

### Distribution
- Les jours de Peter McNicol (Tom Lennox) sur 24 sont finis (ou presque). L'acteur a conclu un marché pour retourner dans Numb3rs sur CBS[8]. Il apparaît néanmoins dans le prequel de la saison 7, tout comme Powers Boothe (le vice-président Noah Daniels dans la saison 6).

- Howard Gordon a raconté, dans une interview, que le personnage de Gregory Itzin (Charles Logan) n'est pas mort et qu'il reviendra dans la prochaine saison[9].

- Carlo Rota joue un petit rôle dans la saison. À la fin de la saison précédente, son personnage Morris apprend que son ex-femme Chloe attend un enfant, qui est maintenant né et a environ 3 ans.

- L'acteur Jon Voight joue l'un des principaux « méchants » de la saison 7, Jonas Hodges (qui joue aussi dans le préquel de la saison 7), il apparaît dans la seconde partie de saison. Voight n'avait plus joué dans une série depuis les années 60 et Gunsmoke.

- Rory Cochrane, qui a joué dans la mini-série The Company et incarnait Tim Spadle dans Les Experts : Miami, vient de s'ajouter au casting très étoffé de la saison 7 de 24 Heures chrono. Il joue le bras droit de Jonas Hodges.

- Plusieurs personnages des saisons précédentes apparaissent en cours de saison : Mary Lynn Rajskub (Chloe O'Brian), Carlo Rota (Morris O'Brian) ou encore Elisha Cuthbert (Kim Bauer) dans la dernière partie.

### Tournage
La scène finale de l'épisode 7x02 a été tournée à San Pedro en Californie, là où des feux de forêt ont éclaté en fin octobre 2007.
La production du « Jour 7 » devait débuter fin juin mais fut reportée au 27 août 2007 pour permette aux scénaristes de réécrire leur histoire. Puis la production fut reportée une dernière fois au 7 septembre 2007, afin que les scénaristes puissent boucler le plus d'épisodes possible.

### Grève des scénaristes
À cause d'importantes grèves des scénaristes de toutes les séries américaines dont 24, la Fox a eu une pénurie de fictions inédites en mars/avril 2008. Concernant 24, les scénaristes se sont arrêtés à l'écriture de l'épisode 9 quand la grève a démarré (en novembre 2007).
La septième saison de 24 a donc été exceptionnellement précédée d'une longue attente. C'est pourquoi, un "prequel" de 90 minutes a été diffusé le 23 novembre 2008 pour faire le lien entre la saison six et la septième.

## Épisodes

### Épisode 1: 08h00 - 09h00
- États-Unis /  Canada : 11 janvier 2009 sur FOX / Global[10]
- France : sur Canal+

- États-Unis : 12,61 millions de téléspectateurs[11] (première diffusion)
- Canada : 1,5 million de téléspectateurs[12] (première diffusion)

### Épisode 2: 09h00 - 10h00
- États-Unis /  Canada : 11 janvier 2009 sur FOX / Global

- États-Unis : 12,61 millions de téléspectateurs[11] (première diffusion)
- Canada : 1,5 million de téléspectateurs[12] (première diffusion)

### Épisode 3: 10h00 - 11h00
- États-Unis /  Canada : 12 janvier 2009 sur FOX / Global

- États-Unis : 12,31 millions de téléspectateurs[13] (première diffusion)
- Canada : 1,471 million de téléspectateurs[14] (première diffusion)

### Épisode 4: 11h00 - Midi
- États-Unis /  Canada : 12 janvier 2009 sur FOX / Global

- États-Unis : 12,31 millions de téléspectateurs[13] (première diffusion)
- Canada : 1,471 million de téléspectateurs[14] (première diffusion)

### Épisode 5: Midi - 13h00
- États-Unis /  Canada : 19 janvier 2009 sur FOX / Global

- États-Unis : 12,10 millions de téléspectateurs[15] (première diffusion)
- Canada : 1,427 million de téléspectateurs[16] (première diffusion)

### Épisode 6: 13h00 - 14h00
- États-Unis : 26 janvier 2009 sur FOX

- États-Unis : 12,22 millions de téléspectateurs[17] (première diffusion)

### Épisode 7: 14h00 - 15h00
- États-Unis : 2 février 2009 sur FOX

- États-Unis : 11,34 millions de téléspectateurs[18] (première diffusion)

### Épisode 8: 15h00 - 16h00
- États-Unis /  Canada : 9 février 2009 sur FOX / Global

- États-Unis : 10,61 millions de téléspectateurs[19] (première diffusion)
- Canada : 1,066 million de téléspectateurs[20] (première diffusion)

### Épisode 9: 16h00 - 17h00
- États-Unis /  Canada : 16 février 2009 sur FOX / Global

- États-Unis : 11,22 millions de téléspectateurs[21] (première diffusion)
- Canada : 1,223 million de téléspectateurs[22] (première diffusion)

### Épisode 10: 17h00 - 18h00
- États-Unis /  Canada : 23 février 2009 sur FOX / Global

- États-Unis : 11,68 millions de téléspectateurs[23] (première diffusion)
- Canada : 1,243 million de téléspectateurs[24] (première diffusion)

### Épisode 11: 18h00 - 19h00
- États-Unis /  Canada : 2 mars 2009 sur FOX / Global

- États-Unis : 11,140 millions de téléspectateurs[25] (première diffusion)
- Canada : 1,079 million de téléspectateurs[26] (première diffusion)

### Épisode 12: 19h00 - 20h00
- États-Unis /  Canada : 2 mars 2009 sur FOX / Global

- États-Unis : 11,14 millions de téléspectateurs[25] (première diffusion)
- Canada : 1,079 million de téléspectateurs[26] (première diffusion)

### Épisode 13: 20h00 - 21h00
- États-Unis /  Canada : 9 mars 2009 sur FOX / Global

- États-Unis : 11,37 millions de téléspectateurs[27] (première diffusion)
- Canada : 1,284 million de téléspectateurs[28] (première diffusion)

### Épisode 14: 21h00 - 22h00
- États-Unis : 16 mars 2009 sur FOX

- États-Unis : 11,36 millions de téléspectateurs[29] (première diffusion)

### Épisode 15: 22h00 - 23h00
- États-Unis : 23 mars 2009 sur FOX

- États-Unis : 10,37 millions de téléspectateurs[30] (première diffusion)

### Épisode 16: 23h00 - Minuit
- États-Unis /  Canada : 30 mars 2009 sur FOX / Global

- États-Unis : 11,27 millions de téléspectateurs[31] (première diffusion)
- Canada : 1,201 million de téléspectateurs[32] (première diffusion)

### Épisode 17: Minuit - 01h00
- États-Unis /  Canada : 6 avril 2009 sur FOX / Global

- États-Unis : 10,96 millions de téléspectateurs[33] (première diffusion)
- Canada : 1,184 million de téléspectateurs[34] (première diffusion)

### Épisode 18: 01h00 - 02h00
- États-Unis /  Canada : 13 avril 2009 sur FOX / Global

- États-Unis : 10,86 millions de téléspectateurs[35] (première diffusion)

### Épisode 19: 02h00 - 03h00
- États-Unis /  Canada : 20 avril 2009 sur FOX / Global

- États-Unis : 10,34 millions de téléspectateurs[36] (première diffusion)
- Canada : 1,062 million de téléspectateurs[37] (première diffusion)

### Épisode 20: 03h00 - 04h00
- États-Unis /  Canada : 27 avril 2009 sur FOX / Global

- États-Unis : 10,43 millions de téléspectateurs[38] (première diffusion)
- Canada : 1,124 million de téléspectateurs[39] (première diffusion)

### Épisode 21: 04h00 - 05h00
- États-Unis /  Canada : 4 mai 2009 sur FOX / Global

- États-Unis : 10,11 millions de téléspectateurs[40] (première diffusion)
- Canada : 1,148 million de téléspectateurs[41] (première diffusion)

### Épisode 22: 05h00 - 06h00
- États-Unis : 11 mai 2009 sur FOX

- États-Unis : 9,79 millions de téléspectateurs[42] (première diffusion)

### Épisode 23: 06h00 - 07h00
- États-Unis : 18 mai 2009 sur FOX

- États-Unis : 9,65 millions de téléspectateurs[43] (première diffusion)

### Épisode 24: 07h00 - 08h00
- États-Unis : 18 mai 2009 sur FOX

- États-Unis : 9,65 millions de téléspectateurs[43] (première diffusion)